# Phengaris marginata
Phengaris marginata är en fjärilsart som beskrevs av Jinhaku Sonan 1928. Phengaris marginata ingår i släktet Phengaris och familjen juvelvingar. Inga underarter finns listade i Catalogue of Life.